# Ted Haggard
Ted Arthur Haggard est un pasteur méthodiste américain. Il a été pasteur de l’église évangélique charismatique New Life à Colorado Springs jusqu’en 2006 et de l'Église méthodiste libre Saint James de 2010 à 2022. Il a été président de la National Association of Evangelicals (en) de 2003 à novembre 2006.
À la suite d'une affaire sexuelle avec un homme prostitué, il est excommunié de l’église New Life en 2006.

## Biographie
Il a étudié en théologie l'université Oral Roberts à Tulsa (Oklahoma), où il a obtenu son diplôme en 1978. Après, il est devenu ministre de la Convention baptiste du Sud pendant quelques mois.

### Ministère
En 1984, il fonde l'église New Life à Colorado Springs, de confession charismatique.
En 2001, il a fondé l’Association of Life-Giving Churches qui comptait 300 églises members en 2006.
En 2003, il devient président de la National Association of Evangelicals.
En 2005, le magazine Time le décrit  parmi les « dirigeants religieux » influents auprès de la Maison Blanche. Ainsi il a rencontré à plusieurs reprises le président George W. Bush à la Maison Blanche.
En 2006, Haggard a exprimé son soutien à un amendement empêchant le mariage homosexuel au Colorado, mais aurait soutenu les unions civiles pour les couples de même sexe. 

## Affaire sexuelle
Il est excommunié de l’église New Life en novembre 2006 et démis de ses fonctions de président de la National Association of Evangelicals à la suite d'accusations de relations sexuelles avec un homme prostitué et la consommation de méthamphétamine et ce pendant trois ans,.
En janvier 2009, les responsables de l'ancienne église de Haggard ont annoncé qu'un jeune membre de l'église s'était manifesté en 2006 et qu'ils avaient des preuves d'une relation sexuelle consensuelle inappropriée. Le pasteur Brady Boyd a déclaré que l'Église était parvenue à un accord avec la victime. Selon la victime, Haggard aurait fait un acte sexuel devant lui en 2006 et ce n’était pas consensuel.
En janvier 2011, ABC News diffuse le documentaire Ted Haggard: Scandalous qui présente l'affaire sexuelle qui a conduit Ted Haggard à démissionner de New Life.
En 2010, son épouse et lui ont fondé l'Église méthodiste libre Saint James à Colorado Springs.
En avril 2022, il a vendu l'entrepôt abritant l'église Saint James pour 1,95 million de dollars. La vente a eu lieu après que de nouvelles allégations ont fait surface concernant les relations inappropriées de Haggard avec des garçons de l'église et une consommation de drogue.
Cette même année, il a fondé une nouvelle église à son domicile.